# Бузема
24°53′57.98″ пн. ш. 22°01′40.86″ сх. д. / 24.8994389° пн. ш. 22.0280167° сх. д.Бузема — оаза в Лівійській пустелі у районі Ель-Куфра Лівії, приблизно за 150 км на північний захід від Куфри. Має площу 230 км² і тягнеться напівкруглою формою навколо 18-кілометрового солоного озера. Бузема лежить в нижній частині гірського хребта, де ще видно залишки системи фортифікаційного тубу. Дерева (пальми, інжир, тамариск, акації) добре плодоносять через велику кількість прісної води. На північно-західному березі озера знаходиться село.